# Schimb de mame
Schimb de mame este o emisiune românească de reality show, difuzată pe Prima TV. Având formatul versiunii originale britanice, Wife Swap, emisiunea urmărește două familii care, timp de o săptămână, trebuie să locuiască alături de mama/soția din cealaltă familie. Prima ediție a debutat în anul 2003, cu primul sezon. 
Cu 33 de sezoane, Schimb de mame este cel mai longeviv reality show difuzat în România.

## Toate episoadele sezonului 32
- Adriana și Mari - din 11 septembrie 2022

- Manuela și Roxana - din 18 septembrie 2022

- Ioana și Estera - din 25 septembrie 2022

- Claudia și Crina - din 2 octombrie 2022

- Mălina și Daniela - din 9 octombrie 2022

- Anca și Iulia - din 16 octombrie 2022

- Gabriela și Amalia - din 23 octombrie 2022

- Simona și Carina - din 30 octombrie 2022

- Mariana și Ana - din 6 noiembrie 2022

- Marieta și Elena - din 13 noiembrie 2022

- Dana și Kinga - din 20 noiembrie 2022

- Ana și Salma - din 27 noiembrie 2022

- Maricica și Bianca - din 4 decembrie 2022

- Claudia și Oana - din 11 decembrie 2022

- Manuela și Anca - din 18 decembrie 2022

## Toate episoadele sezonului 33
- Rafela și Helga - din 26 martie 2023

- Olimpia și Flori - din 2 aprilie 2023

- Elena și Camelia - din 9 aprilie 2023

- Diana și Mădălina - din 16 aprilie 2023

- Luminița și Cristina - din 23 aprilie 2023

- Bella și Carina - din 30 aprilie 2023

- Florina și Marcela - din 7 mai 2023

- Genica și Gina - din 14 mai 2023

- Vasalica și Ramona - din 21 mai 2023

- Adela și Fiorentina - din 28 mai 2023

- Raluca și Costeluța - din 4 iunie 2023

- Bianca și Loredana - din 11 iunie 2023

- Alexandra și Larisa - din 18 iunie 2023

- Monica și Diana - din 25 iunie 2023

- Lavina și Flori - din 2 iulie 2023

## Toate episoadele sezonului 34
- Leontina și Cristina - din 17 septembrie 2023

- Amalia și Anamaria - din 24 septembrie 2023

- Adriana și Ana - din 1 octombrie 2023

- Andreea și Mihaela - din 8 octombrie 2023

- Cecilia și Nina - din 22 octombrie 2023

- Ana și Lili - din 29 octombrie 2023

- Fiorentina și Daniela - din 5 noiembrie 2023

- Mihaela și Daniela - din 12 noiembrie 2023

- Maria și Roxana - din 26 noiembrie 2023

- Elisabeta și Natalia - din 3 decembrie 2023

- Lavina și Alina - din 10 decembrie 2023

- Dorina și Ștefania - din 17 decembrie 2023

- Valentina și Adela - din 24 decembrie 2023

## Toate episoadele sezonului 35
- Andra și Corina - din 24 martie 2024

- Brândușa și Mihaela - din 31 martie 2024

- Luiba și Georgiana - din 7 aprilie 2024

## Mamele participate la emisiune în ultimele 4 sezoane, în funcție de județul în care stau
- Alba (8)
- Arad (1)
- Argeș (2)
- Bacău (3)
- Bihor (2)
- Botoșani (2)
- Brașov (1)
- București și Ilfov (20)
- Buzău (5)
- Cluj (4)
- Constanța (4)
- Dâmbovița (2)
- Dolj (1)
- Galați (1)
- Giurgiu (2)
- Gorj (2)
- Harghita (1)
- Ialomița (1)
- Iași (2)
- Maramureș (1)
- Mehedinți (1)
- Mureș (2)
- Neamț (2)
- Olt (1)
- Prahova (3)
- Sibiu (1)
- Suceava (1)
- Salaj (2)
- Teleorman (2)
- Timiș (2)
- Tulcea (3)
- Vaslui (2)
- Vrancea (1)
- Vâlcea (1)